# Рамирес, Хулиан
Хулиан Рамирес (исп. Julian Ramirez; род. 18 июня 1989, Монтеррей) — мексиканский хоккеист, нападающий.

## Биография
Хулиан Рамирес родился 18 июня 1989 года в мексиканском городе Монтеррей.
Играл в хоккей с шайбой на позиции нападающего. Выступал за мексиканские «Сапотек Тотемс» (2011—2013), «Метепек» (2013—2014), «Тигрес Нуэево-Леон» (2014—2015) и «Теотиуакан Пристс» (2018—2019). В сезоне-2018/19 набрал в матчах чемпионата Мексики 13 (8+5) очков.
Выступал за сборную Мексики по хоккею с шайбой. Пять раз (в 2012—2015 и 2019 годах) участвовал в чемпионате мира в дивизионе 2B, провёл 24 матча, набрал 8 (3+5) очков. Трижды становился призёром чемпионата — серебряным в 2014 году и бронзовым в 2013 и 2015 годах.
В 2012 году участвовал в предварительном этапе квалификации хоккейного турнира зимних Олимпийских игр в Сочи. Провёл 3 матча, сделал голевую передачу.
В 2014 году завоевал серебряную медаль Панамериканского турнира в Мехико, проводившегося под эгидой ИИХФ. Провёл 5 матчей, набрал 7 (3+4) очков.